# Adalbero Heussinger
Adalbero (Adalbert) Heussinger (* 12. Februar 1923 in Bundorf; † 31. Jänner 2011 in Graz) war katholischer Priester, Angehöriger und Pater der Franziskaner-Minoriten in Würzburg, Leiter eines Ordensseminars in Bamberg, Pönitentiar im Vatikan sowie Namensgeber für einen Kleinplaneten und Porträtgeber für eine österr. Briefmarke.

## Leben
Adalbert Heussinger wurde in Bundorf (Unterfranken) als zweites von vier Kindern des Ehepaares Josef und Maria Heussinger geboren. Die Eltern hatten eine Landwirtschaft, in der auch die Kinder kräftig mithalfen.
Den ersten Schulbesuch absolvierte er in Bundorf, um dann, wegen seiner guten Lernerfolge, das Gymnasium in Würzburg zu besuchen. Gleichzeitig trat er auch in das Minoritenseminar St. Valentin ein, womit eine erste Weichenstellung erfolgte. Die letzte Klasse des Gymnasiums wurde abrupt durch seinen Einzug zur Wehrmacht unterbrochen. Von 1942 bis 1945 war er an einigen Kriegsschauplätzen eingesetzt, wobei er das Ende des Krieges in der Steiermark (Feldbach) erlebte.
Heimkehr und Neuorientierung waren nicht leicht, doch spürte er eine Berufung zum Priester- und Ordensleben, deshalb trat er 1945 in das Noviziat der Franziskaner-Minoriten in Schwarzenberg ein. Hier nahm er den Ordensnamen Adalbero an.
Nun begann eine lange Zeit des Studierens. Von 1946 bis 1949 Studium der Philosophie bei den Jesuiten in Pullach bei München, danach 1949 bis 1952 Theologie in Würzburg. Die Priesterweihe 1952 durch Bischof Julius Döpfner in der Würzburger Augustinerkirche. 1952 erfolgten bereits die ersten röm. Kontakte durch das weitere Studium der Philosophie an der Päpstlichen Universität Gregoriana, welches mit der Dissertation „Phänomänologie bei Husserl“ abgeschlossen wurde.
1955 bis 1959 wurde an derselben Universität mit der Arbeit über das moraltheologische Thema „Communicatio in sacris“ noch ein zweites Doktorat erworben.
Danach erfolgte die Rückkehr nach Würzburg, wo man ihn zum Direktor des Spätberufenen Seminars in Bamberg bestellte.
Bereits 1964 musste ein Apostolischer Pönitentiar von St. Peter im Vatikan gefunden werden. P. Adalbero besaß für diesen Posten alle notwendigen Voraussetzungen – beste Ausbildung, Kenntnisse der italienischen und französischen Sprache und war durch seine Studienjahre bestens mit den römischen Gepflogenheiten vertraut. Ein idealer Nachfolger aus der deutschen Provinz für die Pilger der Ewigen Stadt war gefunden.
Für 37 Jahre versah P. Adalbero den so wichtigen Posten eines Pönitentiars im Vatikan. Für viele Menschen aus allen Bevölkerungsschichten und fast der ganzen Welt wurde er Ansprechpartner, Berater und Seelsorger. Außerdem pflegte er eine weitreichende Korrespondenz mit zahlreichen Persönlichkeiten aus der ganzen Welt. Neben seiner Tätigkeit als Beichtvater wurde er immer wieder mit zahlreichen Aufgaben des Päpstlichen Stuhls betraut. Die hohe Wertschätzung, die er genoss, zeigte sich in den päpstlichen Orden und Auszeichnungen, die er erhielt.
Nach seiner Pensionierung beschloss er sein priesterliches Wirken noch einmal neu zu beginnen.
Das Minoritenkloster in Graz war ihm schon seit vielen Jahren vertraut, deshalb entschloss er sich dort seine Arbeitskraft in Predigt und Seelsorge einzusetzen.
Im Jahre 2006 erfolgte eine Ehrung durch die Internationale Astronomische Union. Der 1991 gesichtete Kleinplanet Nr. 21075 wurde auf Vorschlag seines Entdeckers, des Heidelberger Astronomen Lutz D. Schmadel, auf den Namen „Heussinger“ getauft. So ziehen zwei „priesterliche“ Asteroiden, Ratzinger und Heussinger zwischen Mars und Jupiter gemeinsam ihre Bahn. Eine weitere Ehrung erhielt P. Adalbero zu seinem 85. Geburtstag, in Form einer Briefmarke der österr. Post mit seinem Porträt.
Durch zehn Jahre, unterbrochen durch einige Berufungen nach Rom, geschätzt von der Bevölkerung, den slowenischen Mitbrüdern und dem Diözesanbischof Egon Kapellari, starb er nach kurzer, schwerer Krankheit am 31. Jänner 2011 in Graz. In einem Nachruf würdigte der Diözesanbischof noch die Verdienste P. Adalbero Heussingers für Diözese und Kirche. Seine letzte Ruhestätte fand er in der Ordensgruft des Würzburger Friedhofs. Dem Leitspruch seines Lebens ist er bis zu seinem Tod treu geblieben: Liebe zu Gott, Dienst am Nächsten und Treue zur Kirche.